# Emmons (Minnesota)
Emmons – miasto w Stanach Zjednoczonych, w stanie Minnesota, w hrabstwie Freeborn.